# Soulef
Soulef, née en octobre 1943, est une chanteuse tunisienne originaire de Kairouan.
Première à contribuer à faire connaître la musique tunisienne au Moyen-Orient, elle a interprété plus de 750 chansons dont Ridi el Ghali et Asmar Mosrar.